# Ольха чёрная
Ольха́ чёрная, или Ольха кле́йкая, или Ольха европе́йская (лат. Álnus glutinósa) — вид деревьев рода Ольха (Alnus) семейства Берёзовые (Betulaceae).

## Название
Латинский видовой эпитет лат. glutinosa означает «липкий» и связан с липкими молодыми листьями растения. Аналогичное значение имеет и русский эпитет «клейкая». Другой видовой эпитет в русском языке («чёрная») связан с цветом коры этого дерева.

## Ботаническое описание

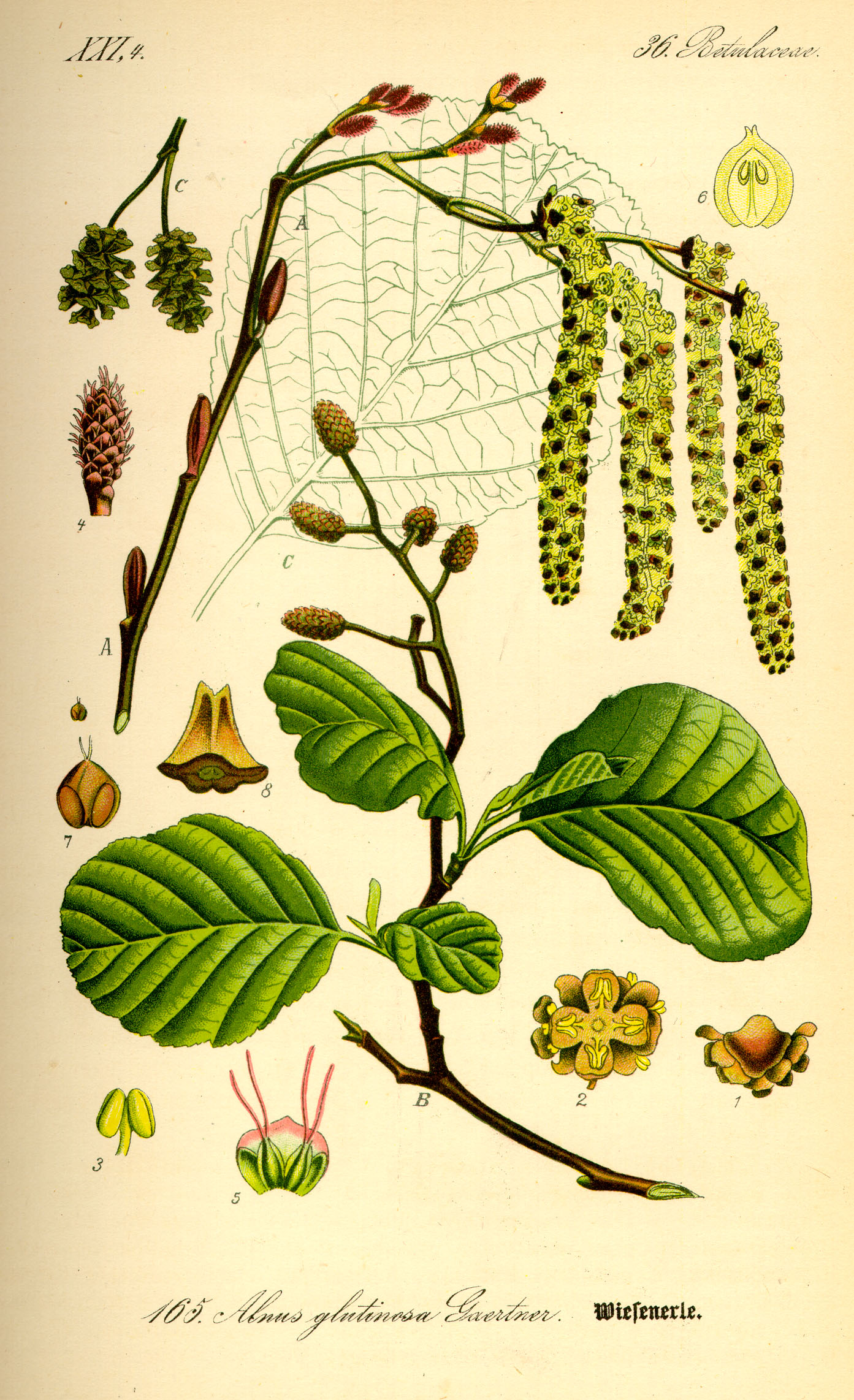

Деревья высотой до 35 м, со стволом до 90 см в диаметре:180, зачастую многоствольные. Ветви почти перпендикулярны стволу. Крона пирамидальная или яйцевидная в молодости, со временем становится округлой (окружность в это время достигает 12 и более м). Растёт быстро, особенно в возрасте с 5 до 10 (20) лет. Полного развития достигает в 50–60 лет. Живёт обычно до 80–100 лет, хотя известны и 300-летние экземпляры. Пнёвую поросль даёт до 60 лет, самую обильную в возрасте 20–40 лет. Корневых отпрысков совершенно не даёт.
Корневая система поверхностная, поэтому ольха чёрная подвержена ветровалам. На корнях образуются гроздьями клубеньки благодаря симбиозу с азотфиксирующими бактериями (Schinzia alni).
Ветви трёхгранные или круглые, гладкие или с редкими волосками, в молодости клейкие, позднее лишь со светлыми желвачками, выделяющими смолистое вещество, которое образует на них смолистый налёт, красноватые, бурые или зеленовато-бурые, с хорошо заметными, довольно частыми рыжеватыми чечевичками.
Кора ствола вначале зеленовато-бурая, блестящая, усеянная поперечными светловатыми чечевичками, становится тёмной, почти чёрной или зеленовато-тёмно-коричневой, с возрастом трещиноватая. На старых стволах образуется черноватый слой корки. Ольха чёрная относится к группе деревьев с максимальным приростом древесины в среднем возрасте в чистых посадках:182.

### Почки и листья
Почки обратнояйцевидные, тупые или островатые, длиной 9—15:125 мм, отклонённые, сначала клейкие, после сухие, буровато-красные или тёмно-бурые, густо усаженные восковыми струпьями, на ножках, с трёхследным листовым рубцом.
Листья очередные (листорасположение по формуле 1⁄3), простые, округлые или обратнояйцевидные, длиной 4—9:61(12) см, шириной (3:61)6—7:61(10) см, на концах тупые или с небольшой выемкой, у основания широко-клиновидные или округлённые, в нижней части цельнокрайные, выше городчато-пильчатые или дваждыкрупнозубчатые, на черешках длиной 1—2 см. Молодые — очень клейкие, взрослые — сверху голые, тёмно-зелёные с обеих сторон, слабо блестящие, с точечными смолистыми желёзками, снизу светлее, лишь с рыжими бородками волосков в углах жилок.
|                                                |  |
| Слева направо: Лист. Мужские и женские серёжки |  |

### Соцветия и цветки
Тычиночные цветки мелкие, состоят из четырёхраздельного околоцветника с четырьмя тычинками с жёлтыми пыльниками; на три цветка имеется одна пятилопастная прицветная чешуйка; в конечных серёжках 4—7(8) см, от желтовато-коричневых до красновато-коричневых. Во время цветения стержень мужской серёжки вытягивается и становится мягким, отчего серёжка повисает. Этим достигается перевёрнутое положение цветков, что защищает пыльники от намокания. Пыльца падает на чешуйки низлежащих серёжек, откуда сдувается ветром.
Пестичные серёжки — по три—пять на безлистных ножках, которые обычно длиннее их, длиной 12—(15)20 мм, диаметром 10 мм, красноватые. Рыльца нитевидные, красноватые, выходят за край пятилопастной прицветной чешуйки. Внутри каждой прицветной чешуйки располагается по два цветка. Прицветные чешуйки, разрастаясь, образуют пятираздельные, вначале зелёные, а после бурые, сильно утолщённые и одревесневшие чешуйки соплодия («шишки»).
Цветёт ранней весной, до появления листвы, в апреле — мае. Цветение до распускания листьев обеспечивает бо́льшие удобства для опыления цветков.

### Плоды и семена
Плод — маленький орех 2—3 мм длиной и 2:209—2,5 мм шириной, расположен в соплодии, которое развивается из зелёной женской серёжки, к осени становясь тёмно-красновато-бурым, яйцевидным, почти округлым, с сильно сплюснутым, прямым или слабовыемчатым основанием и острой верхушкой, с кожистым, очень узким, прозрачным крылом, соплодия собраны по три—четыре вместе, каждое на длинном черешке. Под каждой чешуйкой соплодия сидят по два сплюснутых, красновато-бурых орешка с очень узеньким прозрачным ободком и с весьма короткими засохшими на вершине остатками столбика. Плоды в Центральной России созревают в сентябре — октябре, соплодия всю зиму висят закрытыми и только весной, в марте, а то и раньше, начинают раскрываться, освобождая плоды, падающие прямо на снег. Плоды распространяются ветром или, падая на снег или в воду, уносятся течением ручьёв и речек.
Плодоносит почти ежегодно, но обильно через три—четыре года. Годы со слабым урожаем случаются крайне редко:183. Растения начинают плодоносить с 10—12(15)-летнего возраста при росте на свободе и в 40-летнем возрасте в насаждениях. В 1 кг до 909 тысяч орешков; вес 1000 орешков от 0,7 до 1,5 г. Всхожесть семян сохраняется два—три года (один год).
|                                                                           |  |  |
| Слева направо: Мужская серёжка (увеличено). Соплодия (увеличено). Семена. |  |  |

## Распространение и экология
|  |
|  |

Ареал — зона умеренного климата в западной части Азии и почти повсюду в Европе; северные страны Африки (Алжир, Марокко, Тунис). Занесена и натурализовалась во многих частях Земли, причём в Северной Америке ведёт себя агрессивно, местами представляя угрозу местным видам.
Ольха чёрная светолюбива, произрастает в обильно увлажнённых проточными водами местах, на низинных болотах (ольховые топи, «елхи́»), в заболоченных лесах и поймах рек, по берегам озёр, днищам оврагов и балок, у ключей, в виде куртин на островах. Хорошо растёт на сильно гумусированных почвах с большим увлажнением, растёт также и на хорошо аэрированных почвах с грунтовыми водами. На сравнительно сухих, даже песчаных почвах может расти при неглубоком залегании грунтовых вод, а на сильно увлажнённых почвах может расти и при жарком климате. Почвы могут быть от торфяно-болотных до перегнойно-глеевых.
Типичный вид лесной и лесостепной зоны, заходящий в степную зону по долинам рек. Растёт в качестве примеси в ясеневых, дубовых, еловых лесах, березняках из берёзы пушистой, изредка в осинниках, а на избыточно увлажнённых почвах образует чистые насаждения, так называемые черноольховые трясины, или черноольшаники, которые в Белоруссии называют ещё ольсами. Образует также в качестве содоминанта широколиственно-черноольховые леса, в древостое которых присутствуют ясень обыкновенный, дуб черешчатый, берёза пушистая, липа сердцевидная.
В России встречается в европейской части, кроме северных районов и крайнего юга; к северу от 63° с. ш. растёт единично на южном побережье Белого моря и у станции Лоухи, в Причерноморье встречается в плавнях Днепра, Днестра и Буга, растёт в Западной Сибири (от Урала до нижнего течения реки Тобол, изолированно в районе Омска), в Крыму. Обычна в Ленинградской области, где встречается единично или образует леса по краям болот, берегам озёр, рек, ручьёв, на побережье Финского залива. На Украине повсеместно образует чистые насаждения по берегами рек, речным долинам, болотам и влажным оврагам, но в Крыму встречается лишь изредка в виде одиночных деревьев и небольших групп в горах. В Казахстане растёт в районе Кушмуруна, Актюбинска (станция Мортук, река Илек), горах Ерментау, районе Каркалинска, Баянаула, изредка в посадках Алма-Аты. Наибольшее распространение имеет в Белорусском и Украинском Полесье, на юге Прибалтики и в центральных районах европейской части России. Довольно обычна на Северном Кавказе до высоты 1500 м над уровнем моря.
Ольха чёрная — довольно требовательное к почвам, морозостойкое, светолюбивое, но и теневыносливое дерево.

### Болезни и вредители

#### Патогенные грибы
На ольхе чёрной паразитируют несколько видов аскомицетов рода Тафрина (Taphrina). Taphrina alni поражает женские серёжки, вызывает листовидные разрастания их чешуек; Taphrina epiphylla — появление «ведьминых мётел», пятнистость и сморщивание листьев; Taphrina sadebeckii — пятнистость листьев; Taphrina tosquinetii — скручивание и отмирание побегов, гипертрофию и сморщивание листьев, сумки этого вида грибов покрывают листовые пластинки ольхи серым налётом.
Plasmodiophora alnus вызывает раковые опухоли на корнях.

## Охранный статус
Ольха чёрная включена в Красные книги Казахстана, Молдавии и Омской области.
Ольха чёрная включена в Красный список IUCN

## Химический состав
Листья богаты белками (до 20 %), жирами (до 6 %), витамином C, каротином, флавоноидами, смоляными кислотами. Используются в медицинской практике и народной медицине как противовоспалительное и вяжущее средство, при ларингите и других простудных заболеваниях. Кора содержит эфирное масло, витамин PP.

## Хозяйственное значение и применение
Главная хозяйственная ценность ольхи определяется присутствием в её органах дубильных веществ. Кору, содержащую 5—9 % танинов, и женские серёжки («шишки»), в которых содержание танинов достигает 14—16 %, используют для дубления кож.
Всюду, где обитает ольха клейкая, почвы отличаются высоким плодородием: ольха обогащает почву азотом, так как в клубеньках на её корнях живут азотфиксирующие актиномицеты.
Чёрная ольха незаменима при облесении мокрых мест, трясин и топких побережий.
Кора и серёжки — источник красителей для кожи и шерсти (даёт жёлтый, красный и чёрный цвета). Коричневую краску получают из почек. На Кавказе красят настоем ольховой коры также сукна и шёлк.
Пчёлы собирают на ольхе пыльцу и смолистые выделения на почках и листьях, из которых вырабатывают прополис.
По наблюдениям в Окском заповеднике кора зимой часто поедается европейским лосём (Alces alces). 
Побеги заготавливают, а затем в сухом состоянии используют на корм козам и овцам.

### Медицинское использование
В качестве лекарственного сырья используют соплодия ольхи (лат. Fructus Alni), которые собирают поздней осенью или зимой, сушат на чердаках, под навесами или в сушилках с искусственным обогревом.
Отвар соплодий применяют при желудочно-кишечных заболеваниях как вяжущее средство.
Экстракт коры и листьев обладают противовоспалительным, спазмолитическим и желчегонным действием; водный и спиртовой экстракт соплодий — антиоксидантными, мембаропротективными, анальгезирующими, антиэкссудативными и антипролиферативными свойствами, проявляют антибактериальную и противоопухолевую активность; экстракт соцветий и пыльца — антипротозойную.
«Шишки» входят в состав противопоносного «желудочного чая». Отваром «шишек» полощут горло при простуде.

### Древесина

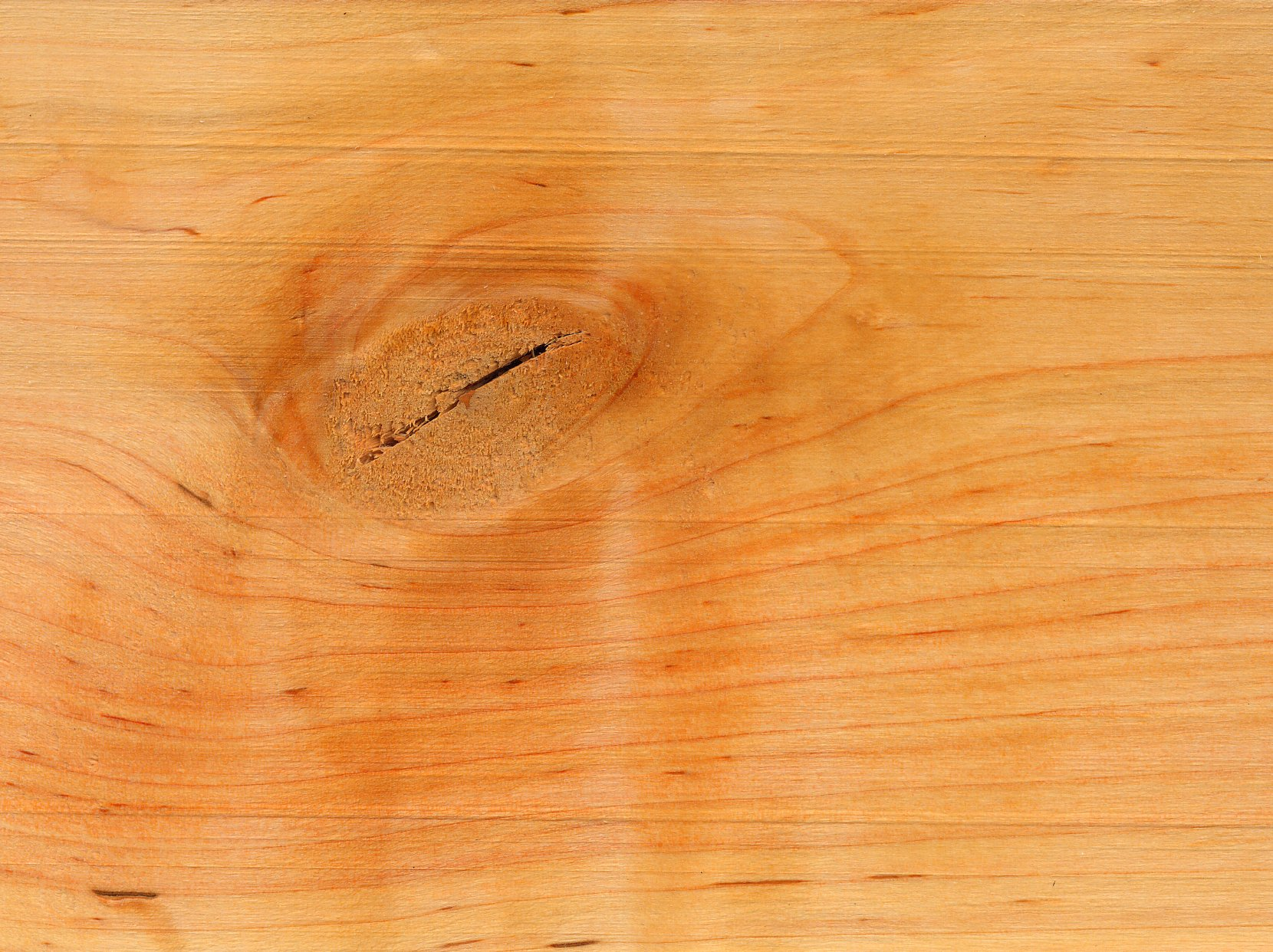
Древесина. Продольный спил

Древесина заболонная, крупнослойная, мягкая и лёгкая, но хрупкая, более прочная в воде, у только что срубленной ольхи белая, на воздухе быстро принимает светло-красную окраску. Годичные слои заметны на всех разрезах. Запас древесины в лучших насаждениях — 300—400 м³/га.
Древесину используют в столярном и мебельном деле, из неё делают катушки и ткацкие челноки.
Древесина идёт на изготовление ящиков для дорогостоящих продуктов, таких как сигары, чай и т. д.. Ровные стволы применяют как столбы для изгородей или свай. Ольху, в особенности произраставшую на сыром месте, часто предпочитают при рубке колодезных срубов и других подводных сооружений. Употребляется на сваи мостов, водопроводные желоба, подпорки в шахтах, столбы для изгородей и заборов. Древесину ольхи используют на фанеру, спички, бумагу.
При сухой перегонке из них получают древесный уксус и древесный уголь, который используют для рисования. Уголь считался хорошим для приготовления пороха.
Ольховые дрова — прекрасное жаркое топливо для печей; крестьяне Средней России считают, что они выжигают лишнюю сажу из печных труб, особенно после берёзовых; опилки и стружка — лучшие при копчении рыбы.

## Классификация

### Таксономия[21]
Alnus glutinosa  (L.) Gaertn., 1790, Fruct. Sem. Pl. 2: 54
Вид Ольха клейкая относится к роду Ольха (Alnus) семейства Берёзовые (Betulaceae) порядка Букоцветные (Fagales). Кладограмма в соответствии с Системой APG IV по состоянию на июнь 2023 года:
|  |                                      |  |                                   |                                   |                     |  | ещё 6 семейств | ещё 6 семейств |               |  |                          |  | еще 46 подтвержденных видов и 39 таксонов, ожидающих подтверждения | еще 46 подтвержденных видов и 39 таксонов, ожидающих подтверждения |  |
|  |                                      |  |                                   |                                   |                     |  | ещё 6 семейств | ещё 6 семейств |               |  |                          |  | еще 46 подтвержденных видов и 39 таксонов, ожидающих подтверждения | еще 46 подтвержденных видов и 39 таксонов, ожидающих подтверждения |  |
|  |                                      |  |                                   | порядок Букоцветные               |                     |  |                |                | род Ольха     |  |                          |  |                                                                    |                                                                    |  |
|  |                                      |  |                                   | порядок Букоцветные               |                     |  |                |                | род Ольха     |  | 5 внутривидовых таксонов |  |                                                                    |                                                                    |  |
|  | отдел Цветковые, или Покрытосеменные |  |                                   |                                   | семейство Берёзовые |  |                |                | Ольха клейкая |  |                          |  |                                                                    |                                                                    |  |
|  | отдел Цветковые, или Покрытосеменные |  |                                   |                                   |                     |  |                |                |               |  |                          |  |                                                                    |                                                                    |  |
|  |                                      |  | ещё 63 порядка цветковых растений | ещё 63 порядка цветковых растений |                     |  |                | ещё 5 родов    | ещё 5 родов   |  |                          |  |                                                                    |                                                                    |  |
|  |                                      |  |                                   | ещё 63 порядка цветковых растений |                     |  |                |                | ещё 5 родов   |  |                          |  |                                                                    |                                                                    |  |

## Синонимы
- Alnus aurea  hort. ex  K.Koch
- Alnus dubia  Req. ex  Regel
- Alnus emarginata  Krock. ex  Steud.
- Alnus februaria  Kuntze
- Alnus februaria var. incisa  (Willd.)  Kuntze
- Alnus februaria var. maculata  Kuntze
- Alnus februaria var. oxyacanthifolia  (Lodd.)  Kuntze
- Alnus februaria var. pinnatifida  (Spach)  Kuntze
- Alnus februaria var. quercifolia  (Willd.)  Kuntze
- Alnus glutinosa f. aurea  Verschaff. ex  Dippel
- Alnus glutinosa f. bosniaca  (Beck)  Callier
- Alnus glutinosa f. cuneata  Callier
- Alnus glutinosa f. dubia  Callier
- Alnus glutinosa f. glabra  Brenner
- Alnus glutinosa f. imberbis  (Bornm.)  Callier
- Alnus glutinosa f. imperialis  Dippel
- Alnus glutinosa f. incisa  (Willd.)  H.J.P.Winkl.
- Alnus glutinosa f. laciniata  (Aiton)  H.J.P.Winkl.
- Alnus glutinosa f. lobulata  Brenner
- Alnus glutinosa f. longipediculata  A.Braun ex  H.J.P.Winkl.
- Alnus glutinosa f. macrocarpa  Req.
- Alnus glutinosa f. maculata  (Kuntze)  H.J.P.Winkl.
- Alnus glutinosa f. microcarpa  Uechtr. ex  Callier
- Alnus glutinosa f. parvifolia  Kuntze
- Alnus glutinosa f. pilosa  Brenner
- Alnus glutinosa f. puberula  Callier
- Alnus glutinosa f. pyramidalis  Dippel
- Alnus glutinosa f. quercifolia  (Willd.)  H.J.P.Winkl.
- Alnus glutinosa f. quercifolia  Willd.
- Alnus glutinosa f. rubrinervia  Dippel
- Alnus glutinosa f. sorbifolia  Dippel
- Alnus glutinosa f. subimberbis  Bornm. ex  Callier
- Alnus glutinosa f. sublobata  (Zapal.)  Callier
- Alnus glutinosa f. subpilosa  Brenner
- Alnus glutinosa f. subserrata  (Zapal.)  Callier
- Alnus glutinosa f. tenuifolia  (Callier)  Callier
- Alnus glutinosa var. bosniaca  Beck
- Alnus glutinosa var. emarginata  Willd.
- Alnus glutinosa var. imberbis  Bornm.
- Alnus glutinosa var. incisa  Willd.
- Alnus glutinosa var. laciniata  (Aiton)  Willd.
- Alnus glutinosa var. microphylla  Callier
- Alnus glutinosa var. oxyacanthifolia  (Lodd.)  Spach
- Alnus glutinosa var. pinnatifida  Spach
- Alnus glutinosa var. quercifolia  Willd.
- Alnus glutinosa var. sublobata  Zapal.
- Alnus glutinosa var. subrotunda  Spach
- Alnus glutinosa var. subserrata  Zapal.
- Alnus glutinosa var. tenuifolia  Callier
- Alnus imperialis  hort. ex  Dippel
- Alnus macrocarpa  Lodd. ex  Loudon
- Alnus nigra  Gilib.
- Alnus sorbifolia  hort. ex  H.J.P.Winkl.
- Alnus suaveolens  Mor. ex  Nyman
- Alnus vulgaris  Hill
- Betula alnus var. glutinosa  L.
- Betula alnus var. laciniata  Aiton
- Betula emarginata  Ehrh.
- Betula glutinosa  Lam.
- Betula laciniata  Ehrh.

### Внутривидовые таксоны
- Alnus glutinosa subsp. barbata (C.A.Mey.)  Yalt.  - Ольха бородатая; от Северо-Восточной Турции до Северного Ирана
- Alnus glutinosa subsp. betuloides Anşin  - Юго-Восточная Турция
- Alnus glutinosa subsp. glutinosa — от Европы до Западной Сибири и Турции
- Alnus glutinosa var. incisa (Willd.)  Regel
- Alnus glutinosa var. laciniata (Willd.)  Regel

### Декоративные садовые формы

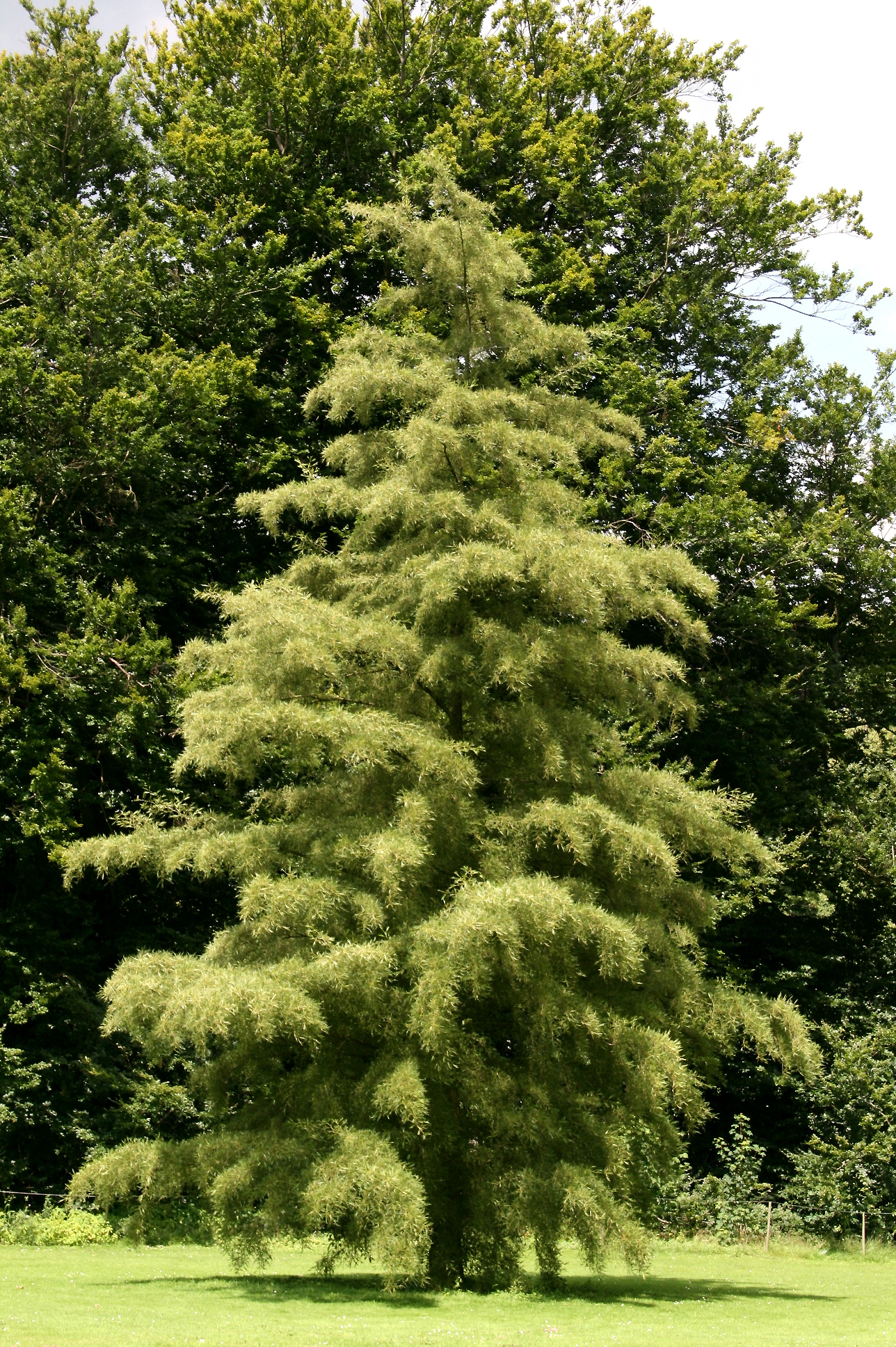
в Национальном ботаническом саду Бельгии в Мейсе

Имеет несколько декоративных садовых форм, различающихся формой кроны, окраской и формой листовой пластинки:
- Alnus glutinosa f. pyramidalis Dipp. — «пирамидальная», крона узкопирамидальная; листья более широкие и короткие, чем у типичной формы. Хороша в одиночных, небольших групповых и аллейных посадках;
- Alnus glutinosa f. laciniata (Leske) Willd. — «разрезнолистная», листья глубоколопастные, лопасти яйцевидные или ланцетные, зубчатые или почти цельные. Дерево высотой до 12—18 м. Растёт в Калининграде, в Бантышево (Донбасс), Стрыйском парке во Львове, Куренёвском парке в Киеве, Харькове, Полтаве, Тростянце, Умани[23]:151. Имеется в Национальном ботаническом саду Бельгии в Мейсе[24];
- Alnus glutinosa f. imperialis (Lern.) Kirchn. — «царская», листья более мелкие и более глубоко разрезанные, чем у предыдущей формы с линейными цельными лопастями; с возрастом растения становятся более элегантными. Растёт в парке Софиевка, в Полтаве, в Харькове[23]:151. Имеется в Национальном ботаническом саду Бельгии в Мейсе[24];
- Alnus glutinosa f. incisa Willd. — «вырезная», с маленькими, почти округлыми, глубоколопастными или перистыми листьями и закруглёнными зубчатыми лопастями. Растёт в Тростянецком парке Черниговской области[23]:151. Имеется в Национальном ботаническом саду Бельгии в Мейсе[24];
- Alnus glutinosa f. quercifolia Loud. — «дуболистная», с глубоколопастными листьями, напоминающими листья дуба обыкновенного, черешки листьев красные, края лопастей зубчатые. Растёт в декоративном питомнике Млеевской станции плодоводства (Украина) и в Харькове[23]:151;
- Alnus glutinosa f. sorbifolia Dipp. — «рябинолистная», с перисто-лопастными листьями, которые частично перекрывают друг друга;
- Alnus glutinosa f. Aurea Versch. — «золотистая», листья имеют ярко-жёлтую окраску; однако, в областях с жарким летом она может исчезать. Растёт в Бантышевском и Краснокутском парках на Украине[23]:182.

## Ольха чёрная в топонимах
Город Алёшки имел первоначальное название Олешье, затем Алешки по чёрной ольхе, произрастающей в его окрестностях.